# Вумера
Ву́мера (англ. Woomera) — австралийский испытательный полигон и  космодром, расположенный в центральной части штата Южная Австралия недалеко от города Вумера.

## История создания
После Второй мировой войны британское правительство признало необходимость в разработке и проведения испытаний ракет дальнего и ближнего радиуса действия. После рассмотрения варианта постройки полигона в Канаде, было принято решение о том, что Австралия будет наилучшим образом соответствовать требованиям ракетного полигона.
Строительство полигона, а затем и космодрома началось 1 апреля 1947 года, в котором принимали участие британские и австралийские предприятия. Для обслуживания космодрома был основан город Вумера (от названия копьеметалки аборигенов). В 1960 году в городе проживало 6000 человек. После приостановки деятельности космодрома, население города стало уменьшаться и уже к концу 1990-х годов составило менее 1000 человек. Треть жителей города были американскими специалистами, занимающимися обслуживанием инфраструктуры для военных спутников.
14 сентября 1999 года Австралия объявила о планах по запуску спутников с космодрома Вумера с использованием модифицированных российских ракет РТ-2ПМ. Однако в 2000 году программа была окончательно закрыта.
В 2020 году на территории ракетного полигона Вумера приземлилась капсула с грунтом астероида (162173) Рюгу, доставленная японским космическим аппаратом «Хаябуса-2».

## Общая информация
Первый запуск осуществлен 5 июня 1964 года. Был произведён пуск по баллистической траектории ракеты-носителя Европа-1. Первый удачный запуск спутника с космодрома был осуществлён 29 ноября 1967 года, когда с помощью американской ракеты-носителя Redstone на околоземную орбиту был выведен первый австралийский спутник WRESAT. Второй успешный запуск спутника и на данный момент последний был осуществлён 28 октября 1971 года, когда с помощью британской ракеты-носителя Black Arrow был выведен на околоземную орбиту британский же спутник Просперо. Этот запуск был последним, в дальнейшем космодром по своему прямому назначению фактически не эксплуатировался. В июле 1976 года космодром был закрыт, а оборудование законсервировано. Всего с космодрома было произведено 24 запуска тремя типами ракет-носителей: Европа-1 (10 запусков), Redstone (10 запусков) и Black Arrow (4 запуска). Из 24 запусков только два закончились выводом на околоземную орбиту полезной нагрузки, остальные запуски закончились аварией или производились по баллистической траектории.
Минимальное наклонение: 82,0 градусов. Максимальное наклонение: 84,0 градусов.